# 林田理惠
林田 理惠（はやしだ りえ、＜旧姓:小野＞1955年 - ）は、日本の研究者。大阪府出身。大阪大学名誉教授、京都外国語大学教授。日本ロシア文学会理事。日本ロシア語教育研究会代表。上智大学在学中、故染谷茂（名誉教授）に師事する。

## 人物・経歴
- 1975年3月 大阪府立天王寺高等学校卒業
- 1979年3月 上智大学外国語学部ロシア語学科卒業[2]、学士（文学）
- 1979年4月 大阪市立大学経済学部学士入学
- 1981年3月 大阪市立大学経済学部卒業[3]、学士（経済学）
- 1982年9月～1983年6月 ソ連邦国立プーシキン記念ロシア語研究所(留学)
- 1986年3月 神戸市外国語大学大学院外国語学研究科ロシア語学専攻修士課程修了[3]、修士（文学）
- 1986年4月 大阪外国語大学外国語学部助手
- 1988年1月 同講師
- 1993年1月 同助教授
- 2004年1月 同教授
- 2006年3月 博士（文学）（神戸市外国語大学）[3]
- 2007年9月 大阪大学大学院言語文化研究科言語社会専攻教授(ヨーロッパⅠ講座)
- 2020年3月 大阪大学定年退職、名誉教授
- 2020年4月 京都外国語大学外国語学部ロシア語学科教授、同初代学科長

日本ロシア文学会理事や日本ロシア語教育研究会代表を務める。